# Tetraonyx minor
Tetraonyx minor es una especie de coleóptero de la familia Meloidae.

## Distribución geográfica
Habita en Brasil.